# Galeria de Março
A Galeria de Março foi uma galeria de arte em atividade em Lisboa entre 1952 e 1954.

## Historial

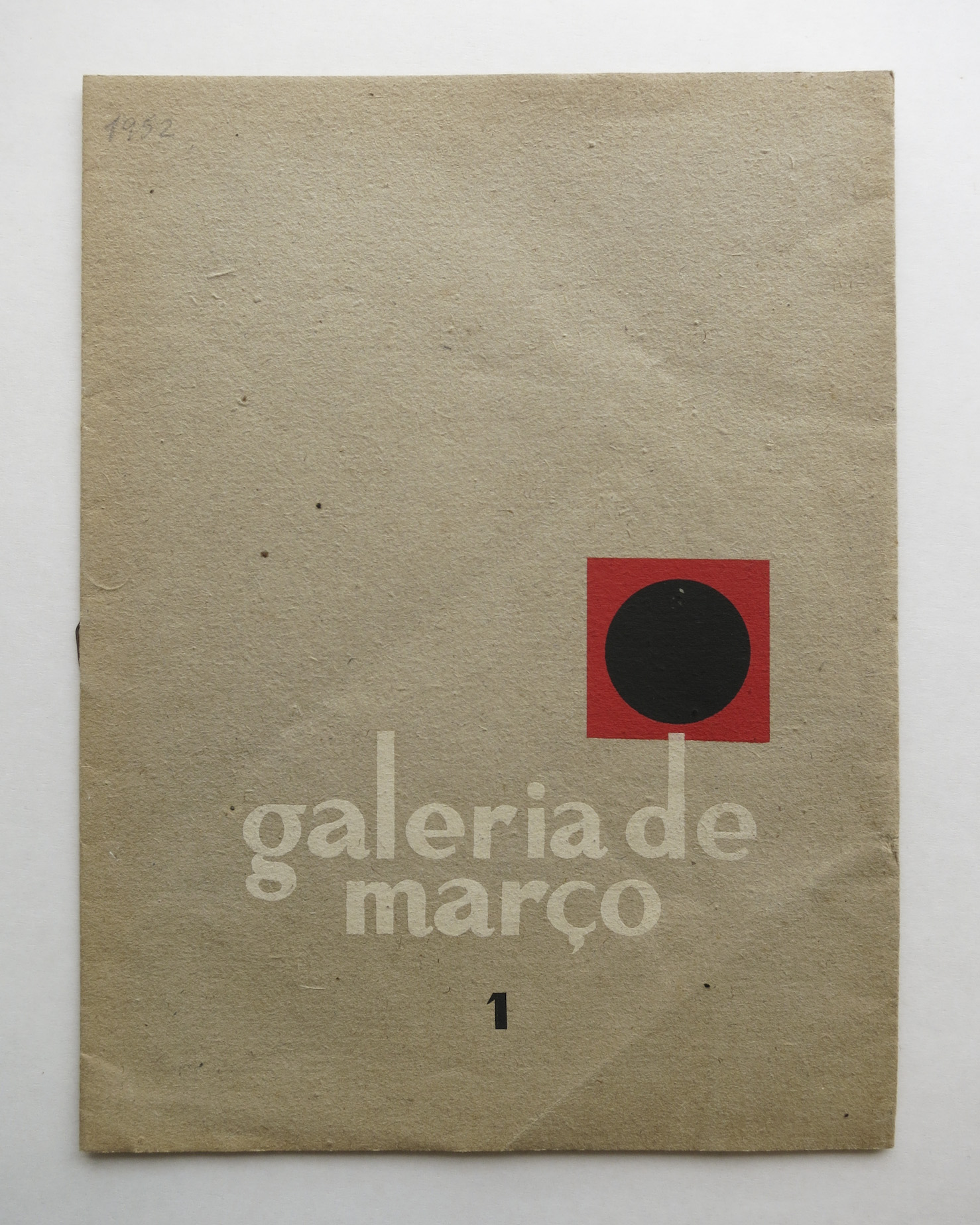
Catálogo da Exposição de Almada Negreiros, Galeria de Março, 1952

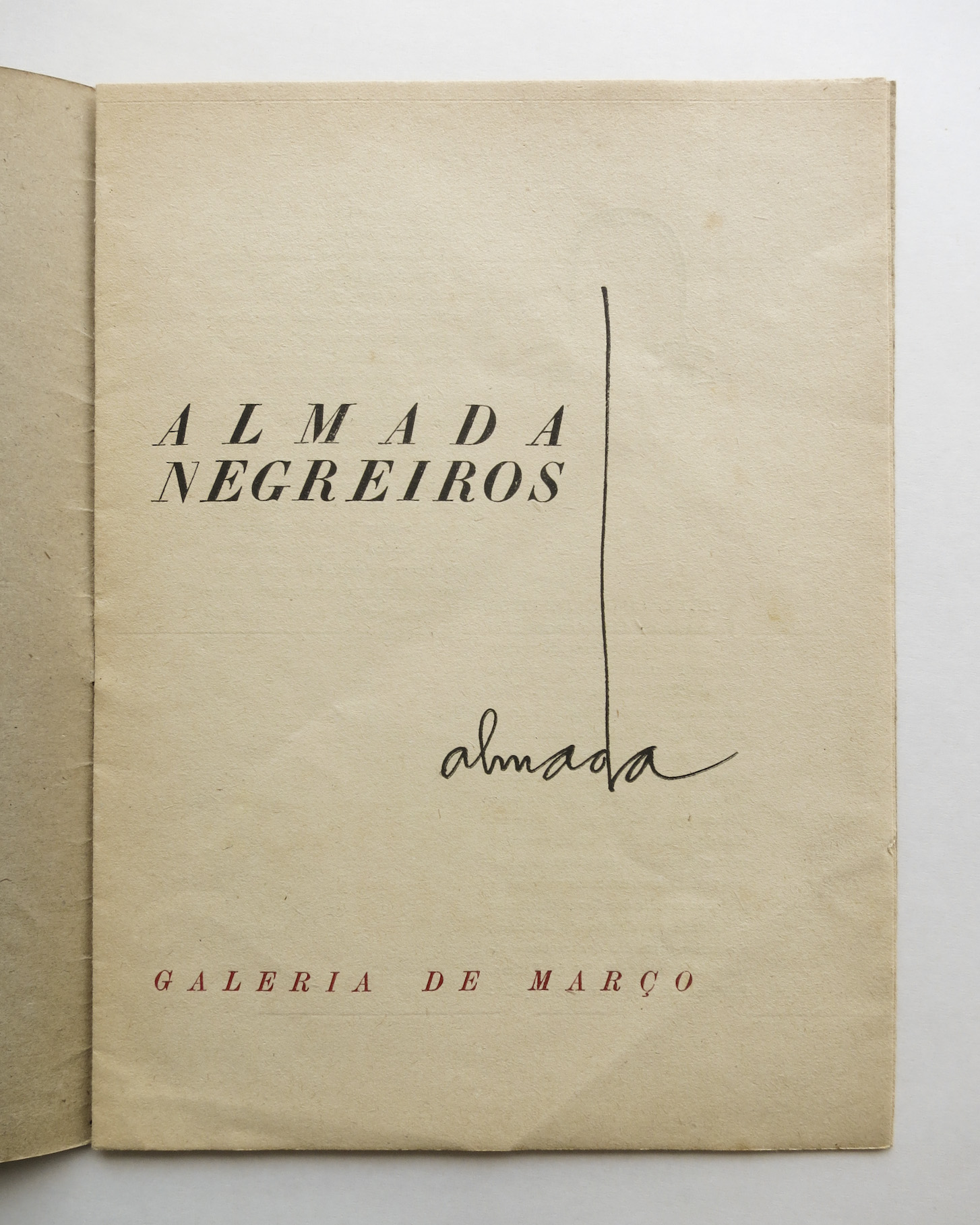
Catálogo da Exposição de Almada Negreiros, Galeria de Março, 1952

Nascida de certo modo do entusiasmo gerado pela exposição de Fernando Lemos, Vespeira e Fernando Azevedo (Casa Jalco, Lisboa, 1952), a galeria abriu em Março de 1952 com uma exposição de Almada Negreiros. Era propriedade do publicitário Manuel das Neves e teve duas sedes sucessivas: na Avenida António Augusto de Aguiar e na Rua D. Pedro V, Lisboa.
Foi dirigida por José-Augusto França e, ao princípio, também por Fernando Lemos. "A sua ação foi importante dentro da atitude eclética que voluntariamente assumiu, para além das preferências e empenhos estéticos dos seus diretores", tendo dado visibilidade a um vasto leque de autores não académicos, de neorrealistas como Júlio Pomar e Lima de Freitas, a surrealistas como António Pedro, António Dacosta e Fernando Lemos, ou abstracionistas como Fernando Lanhas e Jorge de Oliveira. "Deveu-se-lhe ainda uma exposição de arte infantil [organizada por Alice Gomes e Magalhães Filho] encarada de maneira cultural com seriedade metodológica, a criação de um Prémio da Jovem Pintura" e, em certa medida, "o «lançamento» do abstracionismo em Portugal, [...] definindo-o através do I Salão de Artes Abstratas". A ausência de compradores, no quadro de um mercado de arte incipiente, levou ao encerramento prematuro da galeria.
Entre outros, expuseram também nessa galeria: Sarah Afonso, Edgar Pillet, Carlos Botelho, José Júlio, João Hogan, Júlio Resende, Eurico Gonçalves, Menez. 